# 경주 성동동 전랑지
경주 성동동 전랑지(慶州 城東洞 殿廊址)은 대한민국 경상북도 경주시 성동동에 있는 통일신라시대의 건물이 있던 자리이다. 1963년 1월 21일 대한민국의 사적 제88호 경주성동리전랑지로 지정되었다가, 2011년 7월 28일 경주 성동동 전랑지로 명칭이 변경되었다.

## 개요
통일신라시대의 건물이 있던 자리로, 1937년 북천(北川) 둑의 안전공사를 할 때 흙으로 쌓은 자리(토단)가 발견되자, 옛날 절이 있었던 자리로 생각하여 일부를 발굴조사하였다.
약 2,000여평 정도를 발굴하여 전당터 6곳, 긴 복도자리로 보이는 장랑터 6곳, 문터 2곳, 담장터 3곳을 찾았고, 이 밖에 기와와 벽돌을 사용하여 만든 배수시설 2곳, 우물터 1곳이 확인되었다.
출토 유물로는 기와 및 그릇이 있었으며, 건물터 구조 및 출토된 유물로 보아 통일신라시대의 건물터로 보이지만, 건물터의 성격은 알 수 없다. 다만 건물이 자리잡았던 배치형식과 구조로 보아서는 관청이나 귀족의 저택이었을 것으로 짐작되는 유적이다.

## 참고 자료
- 경주 성동동 전랑지 - 국가유산청 국가유산포털